# St Winefride's Well

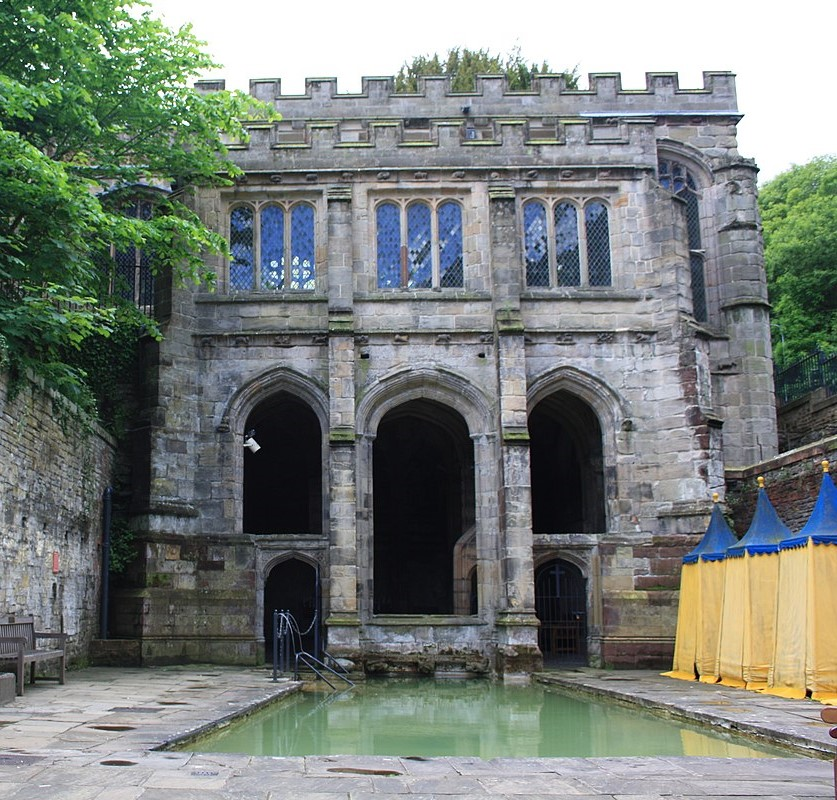
St Winefride's Well.

St Winefride's Well (eller St Winifred's Well) är en vattenkälla belägen i Holywell, Flintshire i norra Wales. Källan benämns som ett av "de sju underverken i Wales" och sägs vara det äldsta, fortfarande aktiva, resmålet för pilgrimer i Storbritannien. St Winefride's Well kallas även för "Wales Lourdes" och det är möjligt att denna källa har en direkt koppling med St Mary-källan och dess kapell i Cefn Meiriadog, Denbighshire.
Vattnet från källan sägs ha en helande effekt, på ett nästa mirakulöst sätt. Legenden om källan berättar om Winifred som halshöggs av en man vid namn Caradoc, efter att hon hade avvisat honom. En källa ska då ha uppstått där Winifreds huvud träffade marken och hon återuppväcktes senare till liv av sin Beuno. Rikard I Lejonhjärta besökte källan 1189 för att be om framgång i det tredje korståget och Henrik V av England ska enligt rykten ha rest dit till fots 1416. Under det senare 1400-talet lät Margaret Beaufort bygga ett kapell i närheten av St Winefride's Well, men Henrik VIII av England ska ha sett till att delar av källan och dess reliker förstördes. Under tidigt 1600-tal besökte flera av krutkonspiratörerna källan, då tillsammans med fader Edward Oldcorne. Andra som också besökt källan är Jakob II av England och Viktoria av Storbritannien.